# منصورية (عاليه)
منصورية  هي قرية لبنانية من قرى قضاء عاليه في محافظة جبل لبنان.